# Juliana Jirousová
Juliana Jirousová (rozená Stritzková; 17. září 1943 Stará Říše – 25. srpna 2023) byla česká výtvarnice, disidentka v době komunistického režimu a signatářka Charty 77. Je nositelkou osvědčení za odboj a odpor proti komunismu.

## Život
Rodiči Juliany Jirousové byli akademický malíř Otto Stritzko a výtvarnice Marie rozená Florianová, dcera vydavatele, katolického myslitele a literáta Josefa Floriana. Po maturitě na jedenáctileté střední škole v Telči (1961) Julianě nedoporučili další studium, protože pocházela z katolické hluboce věřící rodiny. Původně chtěla studovat návrhářství nábytku, proto pracovala asi rok jako prodavačka v obchodě s nábytkem v Praze. Na nějaký čas se pak vrátila domů a začala malovat obrazy, přestože předtím o tom vůbec nepřemýšlela a spíš jí vadilo, že všichni v rodině se věnovali malování. Zdrojem inspirace se pro ni staly byzantské emaily – malby ikon. Zpočátku se je pokoušela kopírovat, ale postupem času začala tvořit vlastní obrazy, inspirované stylem byzantských emailů. V roce 1963 strávila měsíc ve Vídni, kde její otec vystavoval v galerii Ernsta Fuchse. Během svého pobytu se seznámila s tvorbou umělců z okruhu Wiener Schule (Vídeňská škola). Tito malíři ovlivnili její tvůrčí proces a umělecký styl.
V roce 1964 odešla pracovat do psychiatrické léčebny v Havlíčkově Brodě, kde působila jako arteterapeutka. Tam se přihlásila jako dobrovolnice do experimentu českých psychiatrů s LSD. Některé své halucinogenní zkušenosti pak ztvárnila ve svých obrazech. V roce 1966 pracovala krátce v Praze jako sanitární sestra v psychiatrickém ústavu v Bohnicích, ale brzy se vrátila zpátky domů, kde se za podpory otce intenzivně věnovala malování. Její práce se objevily na výstavě Svazu výtvarných umělců v Jihlavě, přestože nebyla jeho členkou.
V roce 1968 mohla vstoupit do Svazu českých výtvarných umělců. Roku 1968 měla v Praze spolu s Evou Lamrovou první větší výstavu, ta však byla po třech dnech uzavřena kvůli invazi vojsk Varšavské smlouvy. Ruská okupace ukončila také Julianinu malířskou dráhu. Živila se jako poštovní doručovatelka a vychovatelka v ústavu pro děti s poruchami sluchu.
V roce 1976 si vzala básníka a teoretika umění Ivana Martina Jirouse (1944–2011), s nímž se poznala roku 1972. Jirous patřil k předním disidentům a byl v době komunismu za své názory často vězněn, jako politický vězeň si celkem odseděl přes 8 let. Jejich korespondence z doby věznění vyšla knižně pod názvem Ahoj můj miláčku (2015). Juliana Jirousová, která spolu se svým manželem podepsala Chartu 77, se musela sama starat o rodinu a zároveň podporovat manžela ve vazbě. Společně mají dcery Františku (narozena 1980) a Martu (1981). Františka se stala spisovatelkou a archivářkou, Marta je malířka a básnířka. Po pádu komunistického režimu se manželství rozpadlo, ale Jirous rodinu často navštěvoval. Juliana se soustředila hlavně na výchovu obou dcer a teprve kolem poloviny 90. let se začala znovu věnovat výtvarnému umění, přešla od olejomalby ke kresbě a malovala hlavně obrazy světců.
V roce 2001 navázala spolupráci s keramičkou Marií Lamperovou a společně vyráběly keramické dlaždice s obrazy svatých, které pak byly rozmístěny v kapličkách na orlickém panství knížete Karla Schwarzenberga. V březnu 2005 měla výstavu v rakouském Kautzenu, v listopadu 2012 v Praze v Libri prohibiti a v roce 2013 vystavovala v Hustopečích u Brna.
Zemřela 25. srpna 2023 ve věku 79 let. Byla pohřbena ve Staré Říši v rodinném hrobě.